# XI Congresso Olimpico
L'XI Congresso Olimpico venne organizzato dal Comitato Olimpico Internazionale dal 23 al 28 settembre 1981 a Baden-Baden, in Germania.

## Sviluppo
Nel 1981 si decise di tenere un Congresso Olimpico seguendo le precedenti direttive sulla frequenza di otto anni tra un'assemblea generale e l'altra, anche se questo fu l'unico che rispettò effettivamente questa cadenza. L'incontro, che si tenne nella Kurhaus della città termale di Baden-Baden, si svolse in un contesto di estrema tensione politica, dovuta in gran parte alla Guerra Fredda, che ebbero gravi ripercussioni anche sullo sport e sui Giochi olimpici; i boicottaggi delle Olimpiadi di Montréal nel 1976 e di Mosca nel 1980 minarono seriamente l'esistenza stessa del movimento olimpico. Per scongiurare questa crisi, Juan Antonio Samaranch sostituì Michael Morris Killanin alla guida del CIO, confidando sia ai funzionari dei vari stati sia ai dirigenti sportivi che l'influenza della politica sullo sport porterebbe alla fine dei Giochi Olimpici e di tutte le relazioni sportive internazionali. Il CIO stesso, anche con il motto del Congresso, "Uniti da e per lo sport", testimoniò la volontà di tenere un incontro in cui ci si occupasse esclusivamente delle questioni sportive e degli atleti, per cui si avevano grandi aspettative per questa riunione.
La cerimonia d'apertura dell'assemblea fu condotta dal Presidente della Germania Ovest Karl Carstens, con musiche di Leonard Bernstein composte esclusivamente per l'evento, mentre Papa Giovanni Paolo II e il Segretario generale delle Nazioni Unite Kurt Waldheim portarono i loro saluti e i loro auguri ai partecipanti; furono 469 i delegati presenti al convegno tra membri del CIO, dei comitati olimpici internazionale, delle federazioni sportive internazionali, rappresentanti del mondo sportivo e osservatori ufficiali, tra cui si annoverarono anche Filippo di Edimburgo e l'ospite d'onore, Philip Noel-Baker, premio Nobel per la pace nel 1959. Il primo giorno di lavori ci si concentrò sul futuro dei Giochi olimpici, il giorno successivo sulla cooperazione internazionale e infine sul futuro del Movimento Olimpico.
La notevole quantità di argomenti su cui discutere portò ad un'encomiabile ricchezza di opinioni, nonostante un programma piuttosto serrato che concedeva ai delegati al massimo cinque minuti per parlare; tutti i soggetti coinvolti riuscirono comunque ad esporre raccomandazioni chiare e distinte, che consentirono poi di approvare alcune decisioni significative. Per la prima volta ebbero un ruolo di primo piano nelle discussioni gli stessi atleti, con Kipchoge Keino, Sebastian Coe e Vladislav Tret'jak che furono tra gli illustri rappresentanti degli sportivi a parlare. Al termine del convegno, venne costituita una Commissione del CIO degli atleti, con i sei atleti che avevano tenuto conferenze a Baden-Baden eletti come membri fondatori; furono anche ammesse tra i membri del Comitato Olimpico Internazionale le prime due donne, Pirjo Häggman e Flor Isava Fonseca.
Tra i molti concetti che furono ratificati dalle discussioni vi furono una prima apertura di fatto allo sport professionistico, la conferma dello spostamento della sede delle Olimpiadi ogni quattro anni, l'attuazione di controlli antidoping ovunque e ogni volta fosse necessario e non soltanto durante i Giochi olimpici e l'ampliamento della Commissione Tripartita. Fu inoltre ricordato come le Olimpiadi, intese come la più importante manifestazione di cooperazione internazionale, debbano essere sostenute da tutti e che ogni singolo membro del mondo sportivo debba adoperarsi per favorire il fair play e la sportività, opponendosi anche a qualsiasi discriminazione nello sport.
Un altro motivo del successo del Congresso fu l'inclusione di radio, televisione e stampa come partner attivi delle discussioni; la diretta televisiva della cerimonia di apertura e lo status di "osservatore" di tutti i media contribuirono ad attirare per la prima volta un vasto pubblico al Congresso e a veicolarne in maniera migliore i contenuti, ponendo poi le basi per la commercializzazione pubblica dei Giochi olimpici. A testimonianza di ciò, furono abolite parte delle precedenti regole riguardanti il dilettantismo.